# 8890 Montaigne
8890 Montaigne este o planetă minoră (asteroid), cu un diametru de 9,905 km, din centura de asteroizi. A fost descoperită pe 10 august 1994 la Observatorul European Austral de Eric Walter Elst și a fost numită după Michel de Montaigne. 
Obiectul prezintă o orbită caracterizată de o semiaxă mare de 3,1590417 UAi, o excentricitate de 0,15, o înclinație de 0,84652 ° în raport cu ecliptica.